# Frederick W. Lander
Frederick West Lander (17 décembre 1821 – 2 mars 1862) est un explorateur, un poète et un général des armées de l'Union pendant la guerre de Sécession.